# Nicetas I de Constantinopla
Nicetas I de Constantinopla (†7 de fevereiro de 780) foi o patriarca de Constantinopla entre 766 e 780. Ele era de origem eslava. Ele era um feroz iconoclasta e mandou destruir mosaicos e afrescos no palácio imperial, além de mandar remover imagens de Hagia Sofia.
Ele foi condenado pelo Segundo Concílio de Niceia, juntamente com Constantino II e Anastácio, seus predecessores.